# AB7
AB7, también conocida como SMC WR7 («SMC» del inglés Small Magellanic Cloud, «WR» por Wolf-Rayet), es una estrella binaria en la Pequeña Nube de Magallanes. Se trata de una estrella de Wolf-Rayet y una compañera supergigante de tipo espectral O, con un período orbital de 19.56 días. El sistema está rodeado por una nebulosa con forma de anillo conocida como nebulosa burbuja.

## Descubrimiento
AB7 fue incluida por primera vez por Azzopardi y Vigneau como un miembro probable de la Pequeña Nube de Magallanes, y se señaló que era una estrella de Wolf-Rayet. Fue numerada como 336a, donde «a» significa que es una adición entre 336 y 337 del catálogo existente. Las estrellas del catálogo se denominan con las siglas Az o AzV («Az» por Azzopardi y «V» por Vigneau), así que AB7 también es llamada como AzV 336a. Tiene un compañera cercana, aunque a la distancia de la Pequeña Nube de Magallanes, realmente no es tan cercana y no está físicamente relacionada.
El catálogo definitivo de estrellas de Wolf-Rayet en la Pequeña Nube de Magallanes fue publicado poco después por Azzopardi y Breysacher, siendo AB7 la séptima de ocho estrellas («A» por Azzopardi y «B» por Breysacher). Estas se conocen como estrellas SMC WR, SMC AB, o simplemente como AB.

## Nebulosa

Pequeña Nube de Magallanes. N76 está en medio de las tres regiones H_{II} brillantes en rojo en línea del centro

AB7 se encuentra en el centro de una nebulosa con forma de burbuja ionizada por poderosos vientos estelares de las estrellas dentro de ella. La nebulosa fue catalogada por primera vez como las nebulosas de emisión N76 y N76A Hα. N76A es la parte brillante de la más grande y redonda nebulosa N76, hacia la parte inferior izquierda en la imagen y, N76B es el grupo separado en la parte inferior derecha. N76 se encuentra entre otras dos regiones HII prominentes: la gran y brillante N66, que contiene el inusual sistema triple HD 5980 LBV/WR/O; y la débil N78.
La nebulosa fue catalogada en longitudes de onda de radio como SMC DEM 123 y 124, correspondiendo a N76A y N76 respectivamente. DEM 124 se describe como un caparazón que rodea a DEM 123.
N76 es una región HII de aproximadamente 5 minutos de arco de ancho, de entre 40 y 50 pársecs. Tiene la apariencia de un anillo, pero en realidad es un caparazón esférico de material interestelar esculpido e ionizado por los vientos de las estrellas centrales, similar a una nebulosa planetaria, pero más larga. También contiene helio, tanto en forma simple, como doblemente ionizado. Tales regiones HeII son raras e indican una estrella ionizante extremadamente caliente. Se encuentran solo alrededor de algunos de los tipos más calientes de estrellas de Wolf-Rayet.
Se describe que N76 contiene el cúmulo abierto NGC 371, aunque lo inverso puede ser más preciso. Las estrellas de NGC 371 están dispersas en el doble de diámetro de N76, cerca de 100 pársecs, y podrían describirse mejor como una asociación estelar, que como un cúmulo abierto. Pueden verse como la mayor densidad de estrellas en la mitad inferior de la imagen. El astrónomo Paul W. Hodge, catalogó asociaciones estelares en la Pequeña Nube de Magallanes, donde se definió que Hodge 53 incluyera a NGC 371.
A veces se describe a AB7 como dentro de N76A, pero esto no es correcto. N76A es la pequeña región HII SE de AB7, parte del «anillo», mientras que AB7 se encuentra en el centro de la nebulosidad menos densa del anillo. Puede que sea el hogar de una nueva generación de estrellas; N76A alberga al menos cinco estrellas jóvenes calientes, incluyendo una estrella de tipo O9 en secuencia principal en su centro.
Los remanentes de una supernova inusual rica en oxígeno han sido estudiados intensamente. Es visible como el grupo de filamentos que se tornan verdes por la emisión de oxígeno ionizado.

## Estrellas

### Espectro

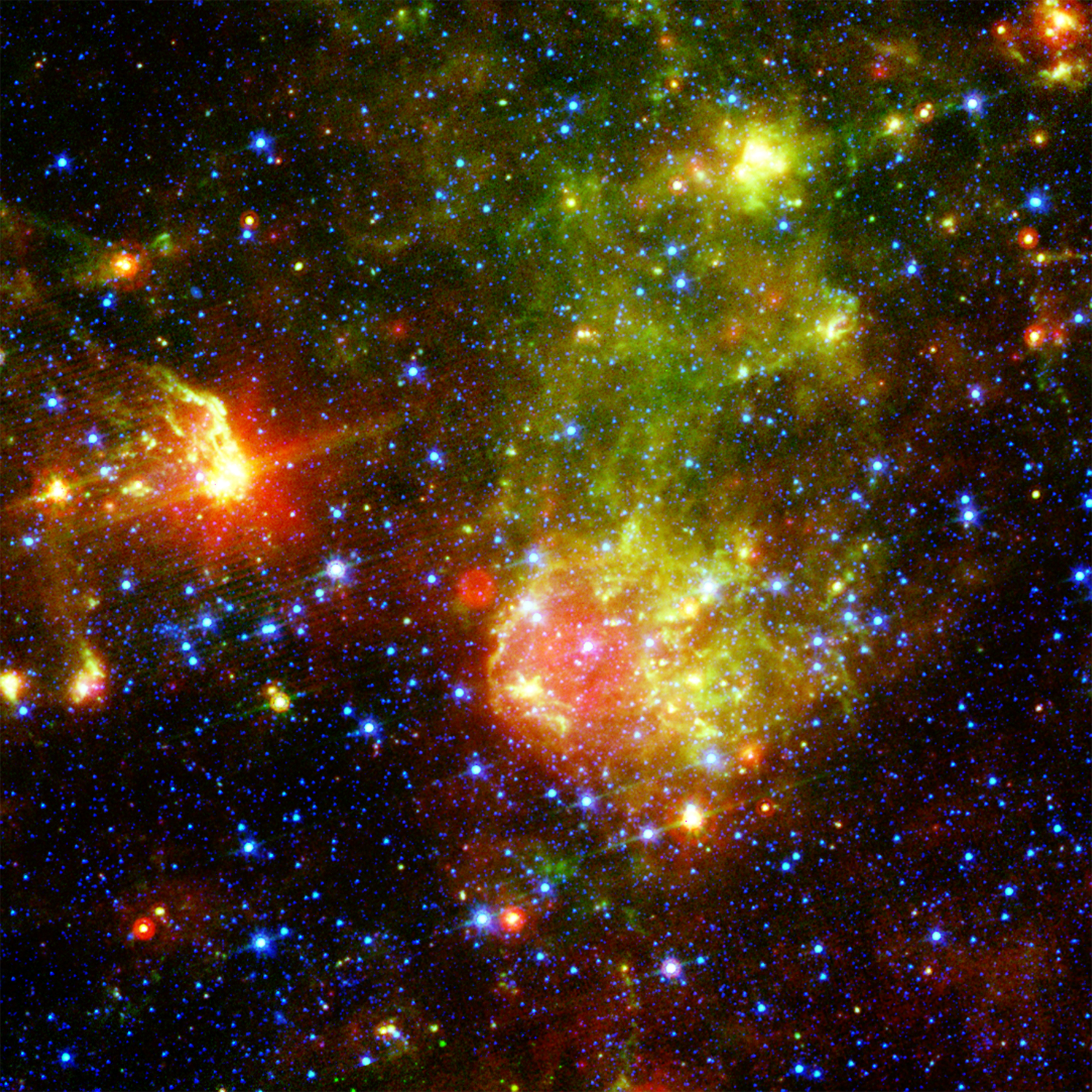
La burbuja alrededor de AB7, en infrarrojo. Telescopio espacial Spitzer

AB7 es claramente una estrella de Wolf-Rayet, que muestra anchas líneas de emisión características. También se observan líneas de emisión estrechas, a menudo superpuestas a la emisión de la estrella. No hay líneas de absorción fuertes, pero el fondo continuo del espectro es más fuerte que del de una sola estrella WR, y varias de las líneas de emisión son anormalmente débiles, por lo que siempre se asumió una compañera OB.
La radiación electromagnética de la estrella primaria se concentra en ultravioleta lejano, así que el espectro visual y ultravioleta está dominado por la estrella secundaria. La clasificación de ambas estrellas se complica por la combinación de las líneas. Cuando se les descubrió por primera vez, se les clasificó como «WR»; mientras que el catálogo SMC WR las considera como una peculiar WN3+OB.
Un análisis detallado temprano, les dio tipos espectrales de WN1 (un tipo utilizado por algunos autores durante algunos años, equivalente al más actual WN2) y O6IIIf para las dos estrellas. Los espectros de alta resolución que permiten la separación de las líneas de cada componente durante su órbita, dieron WN2 + O6I(f) con una incertidumbre considerable. Se observan líneas NIII débiles que normalmente no se encontrarían en una estrella WN tan temprana, pero estas fueron asignadas a la estrella compañera. Otro análisis de espectros similares da WN4 para el componente Wolf-Rayet basado en la fuerza relativa de las emisiones de HeIII y HeI, y la presencia de emisiones de Hε. Las líneas sensibles a la luminosidad de la estrella tipo O están en gran medida oscurecidas por la emisión de la primaria, pero se asume que es una estrella evolucionada por la emisión de nitrógeno, y que es una supergigante sobre la base de la magnitud absoluta.
AB7 es una fuente de rayos X fuertes, claramente detectada por los satélites ROSAT y Chandra. Esto se espera para un sistema binario WR/O, debido a que los fuertes vientos en colisión se ven afectados por temperaturas extremas. La luminosidad de los rayos X varía durante la órbita. Aunque se espera que los vientos estelares de las estrellas WR de baja metalicidad de la Pequeña Nube de Magallanes sean, y se observa que son, más débiles que las estrellas galácticas y WR de la Gran Nube de Magallanes, la luminosidad de los rayos X es comparable con binarios galácticos similares. La ionización Auger hace que el estado fundamental CIV se reduzca, complicando aún más el espectro.

### Órbita
El espectro de AB7 muestra una variación de la velocidad radial en las líneas de emisión de WR, y líneas de absorción más estrechas con un período bien definido de 19.56 días. Los cambios en los dos conjuntos de líneas no están del todo sincronizados: las velocidades de las líneas de emisión alcanzan su punto máximo aproximadamente un día después de las líneas de absorción. Las teorías incluyen que esto podría estar relacionado con los vientos que colisionan, o posiblemente por un disco asimétrico alrededor de las estrellas.
El tamaño relativo de los desplazamientos Doppler de la línea espectral indican la relación de masa de las dos estrellas, que demuestran que la secundaria tiene alrededor del doble de masa que la primaria. La forma de las curvas de velocidad radial se pueden usar para derivar la excentricidad de las órbitas, que son casi circulares. Los eclipses de estrellas no son visibles, pero una variación de luz muy pequeña podría deberse a eclipses de viento que limitarían la inclinación a cerca de 60°. Calibrando la masa secundaria para que coincida con su tipo espectral, da una inclinación orbital de 68°. El tamaño derivado de la órbita depende de la inclinación, para una inclinación de 68°, el semieje mayor es de 123 R☉.

### Propiedades

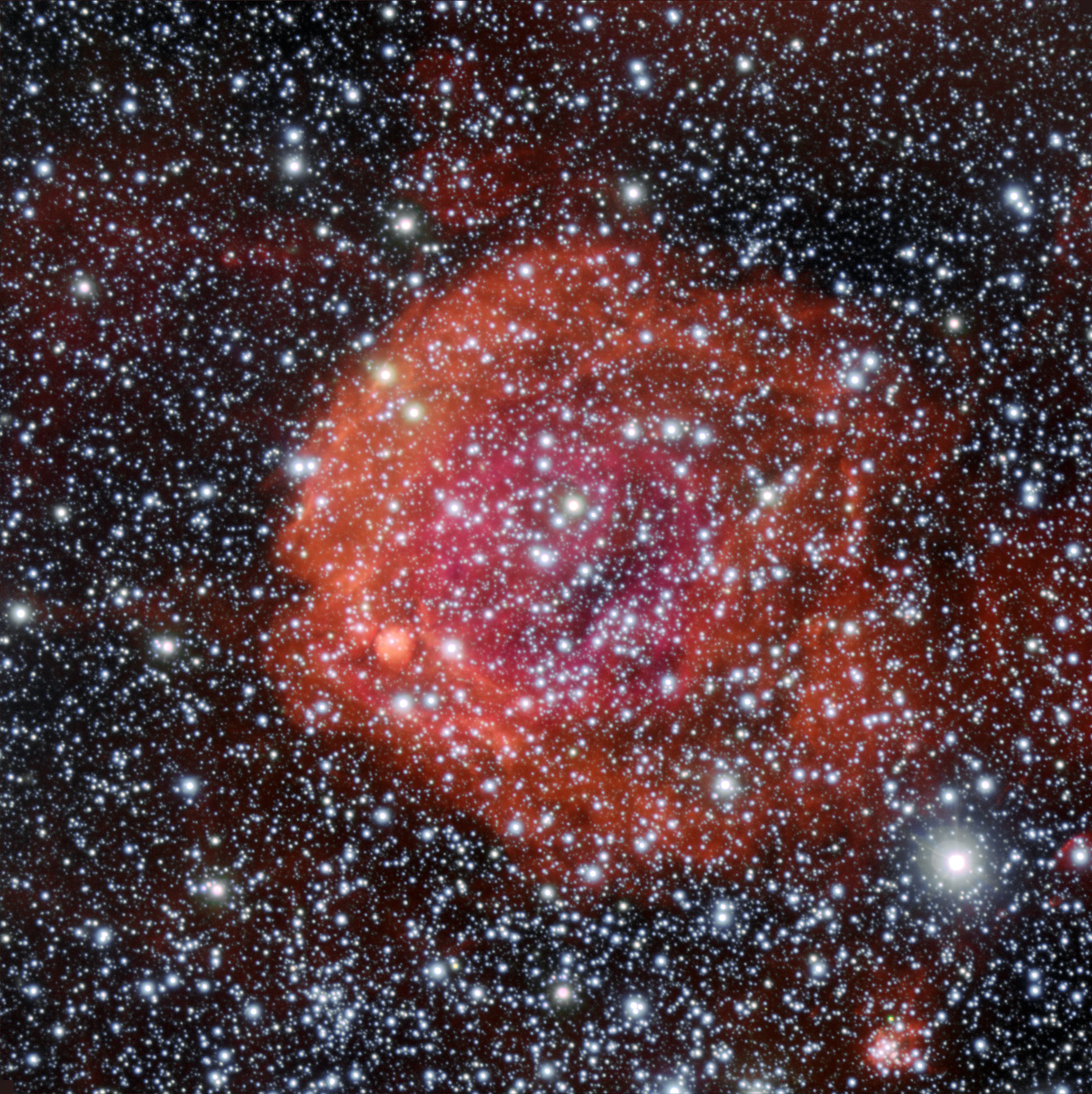
N76 en H_{α} (rojo), He_{I} (verde), y He_{II} (azul)

El brillo visual total de AB7 se puede determinar con bastante precisión en magnitud absoluta (MV) −6.1, 23 500 veces más brillante que el Sol. Los componentes no pueden observarse por separado, y la contribución de cada componente solo puede estimarse. La estrella tipo O domina el espectro visual y produce cerca del 70% del brillo, lo que lleva a MV −5.7, y a -4.4 para la primaria.
La temperatura de una estrella se puede determinar de diferentes maneras; desde el tipo espectral; directamente de modelos atmosféricos; y por los efectos ionizantes en su radiación. Hay calibraciones precisas disponibles para las temperaturas de las estrellas clase O, aunque estas son ligeramente diferentes para la metalicidad de las estrellas de la Pequeña Nube de Magallanes, y para estrellas de diferente clase de luminosidad. Las temperaturas para las estrellas de clase WR están definidas con menos precisión, especialmente para las de la Pequeña Nube de Magallanes, y para clases más calientes. AB7 ioniza completamente el material interestelar circundante a una distancia de 20 pársecs, y esto puede usarse para derivar la temperatura y luminosidad de la estrella ionizante. Este nivel de ionización no lo puede lograr una estrella clase O6, por lo que se debe casi en su totalidad a la estrella WR. Desafortunadamente, la ionización está más allá de lo que sería causado por el modelo más caliente, una estrella de 120 000 K. Un intento anterior del mismo cálculo, dio una temperatura de un cuerpo negro de 80 000 K. Las temperaturas se pueden calcular directamente modelando las atmósferas de ambas estrellas para reproducir el espectro observado a detalle. Este método resulta en una temperatura de 106 000 K para el componente WR, y de 36 000 K para la compañera O. La temperatura efectiva es útil para modelar la atmósfera y la comparación entre estrellas, pero una temperatura observada a una profundidad óptica de 2/3 puede ser significativamente diferente para estrellas con viento estelar denso. En el caso de la estrella WR primaria, la temperatura de profundidad óptica es de 96 000 K.
La manera más simple de medir la luminosidad de una estrella es observar su emisión radiada en todas las longitudes de onda (distribución espectral de energía o SED por sus siglas en inglés), y sumarlas juntas. Desafortunadamente, eso no es práctico para AB7 porque la mayoría de su radiación ocurre en ultravioleta lejano. Un método más común es medir la luminosidad visual y aplicar una corrección bolométrica (corrección hecha a la magnitud absoluta de un objeto para convertir su magnitud visible en su magnitud bolométrica) para dar la luminosidad total en todas las longitudes de onda, aunque el tamaño de la corrección bolométrica es extremadamente sensible a la temperatura efectiva. Siguiendo este método, se obtiene una luminosidad de 1 270 000 L☉ para la primaria. La luminosidad también se puede derivar a partir de los niveles observados de ionización. Asumiendo la temperatura anterior de 800 000, da 1 000 000 L☉. El modelado de las atmósferas da luminosidades para WR y el componente O de más de 1 000 000 L☉ y 316 000 L☉, respectivamente.
El radio para una estrella con fuertes vientos estelares está pobremente definido, ya que cualquier discontinuidad de fuerte densidad que pueda definirse como una superficie, está completamente oculta a la vista. Las definiciones comúnmente usadas del radio en tales casos incluyen: un radio de temperatura, un radio de profundidad óptica, y un radio transformado. Las diferencias son solo significativas en el caso de un componente WR. El radio de temperatura es el radio de un disco uniforme que produciría la luminosidad conocida a la temperatura efectiva calculada, y es de 3.4 R☉. El radio a una profundidad óptica 2/3 es de 4.0 R☉. El radio transformado es el valor usado en el modelado de la atmósfera, y es de 5.6 M☉. El radio del componente O es de 14-15 R☉.
Las masas de cada componente en el sistema AB7 se pueden determinar a partir de la órbita binaria. Se encuentra que las masas mínimas son de 18 M☉ y 34 M☉ respectivamente para la primaria y la secundaria. Suponiendo una inclinación de 60°, las masas reales son 28 M☉ y 54 M☉. La secundaria es más masiva y visualmente más brillante, pero no más luminosa.
Ambos componentes de AB7 tienen poderosos vientos estelares, y pierden masa rápidamente. Se calculan velocidades de viento de 1700 km/s para la primaria, y 1500 km/s para la secundaria, con una pérdida de masa para la primaria de mil millones de veces mayor que la del Sol, y 100 millones de veces para la estrella secundaria. El viento de la WR es suficientemente denso como para obscurecer la fotosfera de la estrella, lo que lleva al espectro inusual que consiste casi en su totalidad en líneas de emisión ensanchadas por la rápida expansión y las turbulencias del viento. Las altas velocidades de los vientos y la cercanía de las estrellas significan que donde los vientos chocan, el material choca a temperaturas mayores a 20 millones K, lo que causa que emita rayos X fuertes.

### Evolución

Tipo de supernova por masa inicial y metalicidad

Se ha desarrollado un modelo para mostrar la evolución de un sistema binario que conduce al estado actualmente observado de AB7. El estado inicial tiene una primaria de 80 M☉ y una secundaria de 40 M☉, en una órbita de aproximadamente el doble de su tamaño actual. La primaria, más masiva, abandona la secuencia principal después de aproximadamente 3.3 millones de años y desborda su lóbulo de Roche. En alrededor de 30 000 años, pierde 30 M☉, de las cuales solo una pequeña proporción es acrecentada por la estrella secundaria. Relativamente poco después, el sistema se establece en su estado actual.
Se asume que las abundancias químicas de los dos componentes estelares son típicos en la Pequeña Nube de Magallanes, con una metalicidad de 1/5 a 1/10 de los niveles solares. En su estado evolucionado actual, el componente WR muestra abundancias dramáticamente diferentes, con menos del 20% de hidrógeno en la superficie, nitrógeno casi indetectable, un enriquecimiento significativo de carbono, y la mayor parte del resto helio. Esto es diferente a las estrellas galácticas y de la Gran Nube de Magallanes, que carecen casi por completo de hidrógeno. Es una estrella que quema helio en su núcleo, mientras que su compañera tipo O es una estrella que quema hidrógeno en su núcleo.
Tanto en la estrella primaria como en la secundaria, sus núcleos colapsarán finalmente resultando en la explosión de una supernova. La primaria, inicialmente más masiva, colapsará primero, probablemente como una supernova tipo Ic en unos cuantos cientos de miles de años. La secundaria vivirá como una sola estrella, o quizás como una binaria con el remanente de la supernova por unos cuantos millones de años antes de que explote también como una supernova, probablemente de tipo Ib. La estrellas masivas con la metalicidad de la Pequeña Nube de Magallanes pueden producir una supernova de baja luminosidad, o incluso colapsar directamente en un agujero negro sin una explosión visible.